# Rozan (duo comico)
Rozan (ロザン) è un duo comico giapponese composto da Fuminori Ujihara (宇治原史規, Shijowarate, 20 aprile 1976) e Hirofumi Suga (菅広文, Takaishi, 29 ottobre 1976).
Il duo Rozan si è formato nel 1996, quando i suoi membri erano entrambi studenti alla Osaka Kyoiku University. Il duo si è fatto conoscere per i suoi interventi nei quiz televisivi e come personaggi del geinōkai, ovvero il mondo dello spettacolo giapponese.
La comicità del duo si basa sulla contrapposizione boke–tsukkomi, classica della commedia giapponese manzai. Suga impersona il boke, il personaggio del sempliciotto che viene spesso picchiato o ridicolizzato da Ujihara, che interpreta il tsukkomi ossia il personaggio più sveglio che deve sempre recuperare i pasticci combinati dall'altro. Suga fa quindi spesso commenti curiosi o fuori luogo, che Ujihara critica puntualmente.  
I Rozan prendono spunto da affari quotidiani e dai soggetti studiati dai giapponesi al liceo. 

## Televisione
- Quiz! Shinsuke-kun (クイズ！紳助くん)--Asahi Broadcasting
- Chichin-puipui (ちちんぷいぷい) -- Mainichi Broadcasting
- Gokigen Life Style Yo-i-don! (ごきげんライフスタイル よ〜いドン!) -- Kansai TV
- Asapara! (あさパラ!) -- Yomiuri TV
- Quiz Presen Variety Q-sama!! (クイズプレゼンバラエティ Qさま！！) -- TV Asahi
- Nekketsu! Heisei Kyoiku Gakuin (熱血!平成教育学院) -- Fuji Television/CX
- Ima-chan no "Jitsu-wa..." (今ちゃんの「実は…」) -- Asahi Broadcasting
- Owarai Wide Show Marco Porori! (お笑いワイドショー マルコポロリ!) -- Kansai TV
- Nambo DE Nambo (ナンボDEなんぼ) -- Kansai TV
- Mizuno Maki no Maho no Restaurant (水野真紀の魔法のレストラン) -- Mainichi Broadcasting
- Bijo Saiban - Renai Saibanin Seido (美女裁判〜恋愛裁判員制度〜) -- Asahi Broadcasting

## Programmi radiofonici
- GAKU-Shock -- TBS Radio, ABC Radio